# N296 (België)
De N296 is een gewestweg in Brussel en Etterbeek, België tussen de N3a en de N23a aan de noordzijde van het Jubelpark. De weg heeft een lengte van ongeveer 1 kilometer.
De route gaat via de IJzerlaan en de Renaissancelaan. De gehele weg ligt langs het Jubelpark en heeft twee rijstroken in beide rijrichtingen samen.